# Kadua rapensis
Kadua rapensis är en måreväxtart som beskrevs av Forest Buffen Harkness Brown. Kadua rapensis ingår i släktet Kadua och familjen måreväxter. Inga underarter finns listade i Catalogue of Life.